# The Mekons
The Mekons — британская рок-группа, образованная в 1977 году в Лидсе, Англия, Джоном Лэнгфордом, Кевином Лайсеттом и Томом Гриналфом, студентами Лидского университета. The Mekons, начинавшие в панк-роке, постепенно усложняли и обогащали стиль (как элементами фолк-музыки, синт-попа, кантри-энд-вестерн, так и влияниями других постпанк-групп своего времени), но сохранили бескомпромиссное отношение к независимости в творчестве, авторитет среди музыкальных критиков и свою старую аудиторию.
Творчество The Mekons, которые возникли одновременно и развивались параллельно с Gang of Four, также выходцами из лидской университетской среды, не было сверхполитизированным, но (как отмечает Джон Дуган, Allmusic) «верность панк-традициям и несгибаемость в противостоянии Тэтчер и политике Рейгана выделяли их из великого множества карьеристов и позёров от постпанка».
В 1980-х годах четыре студийных альбома The Mekons входили в UK Indie Top 20 Singles Chart.

## Дискография

### Альбомы
- 1979 — The Quality of Mercy Is Not Strnen
- 1980 — The Mekons [aka Devils Rats and Piggies a Special Message from Godzilla]
- 1982 —  The Mekons Story
- 1985 — Fear and Whiskey
- 1986 — Edge of the World
- 1987 — The Mekons Honky Tonkin'
- 1988 — So Good It Hurts
- 1989 — The Mekons Rock'n'Roll
- 1991 — The Curse of the Mekons
- 1993 — I ♥ Mekons
- 1994 — Retreat from Memphis
- 1996 — Pussy, King of the Pirates (c Кэти Эккер)
- 1998 — Me
- 2000 — Journey to the End of Night
- 2002 — Oooh! (Out of Our Heads)
- 2004 — Punk Rock
- 2007 — Natural

### EPs
- 1986 — Slightly South of the Border
- 1986 — Crime and Punishmnet
- 1989 — The Dream and Lie of…
- 1990 — Fun '90
- 1992 — Wicked Midnite
- 1993 — Millionaire

### Синглы
- «Never Been In A Riot» (1978)
- «Where Were You?» (1978)
- «Work All Week» (1980)
- «This Sporting Life» (1986)
- «Hello Cruel World» (1986)
- «Ghosts of American Astronauts» (1988)
- «Untitled 1» (1995)

### Сборники
- 1980 — Mutant Pop (PVC/Jem)
- 1986 — The Mekons Story
- 1987 — New York
- 1989 — Original Sin (Fear & Whiskey с бонус-трекам)
- 1999 — I Have Been to Heaven and Back
- 1999 — Where were you? (Magnetic Curses- A Chicago Punk Rock Compilation)
- 2001 — The Curse of the Mekons/Fun '90
- 2004 — Heaven & Hell (The Very Best of the Mekons)